# كوكاتو أسود أحمر الذيل
الكوكاتو الأسود أحمر الذيل (الاسم العلمي: Calyptorhynchus bankii) المعروف أيضًا باسم كوكاتو بانكس الأسود، هو كوكاتو أسود كبير يستوطن أستراليا. لدى الذكور البالغين زوج مميز من البقع الحمراء الساطعة على الذيل، ومنها أخد الطائر ٳسمه. وهو أكثر شيوعًا في الأجزاء الأكثر جفافاً من القارة. يتم التعرف على خمسة أنواع فرعية، تختلف بشكل رئيسي في حجم المنقار. وعلى الرغم من انتشار الأنواع الفرعية الشمالة الثلاتة بكثرة، إلا أن النوعين الفرعيين الجنوبيين يتعرضان لتهديد خطر الٳنقراض.
عادةً ما يتواجد هذا الكوكاتو في غابات الأوكالبتوس، في الأجزاء الشمالية من البلاد، وتشاهد بشكل شائع في مجموعات كبيرة. تأكل هذه الطيور البذور وتعشش في التجاويف، وبالتالي يعتمدون على الأشجار ذات الحجم الكبير نسبيًا.

## التسمية والتصنيف
تم وصف هذا النوع من الكوكاتو لأول مرة سنة 1790 من طرف جون لاثام، وقد سماه بٳسم (Psittacus bankii) تخليداً لذكرى عالم النبات الإنجليزي السير جوزيف بانكس. ولسنوات عديدة، تمت الإشارة إلى هذا النوع باسم (Calyptorhynchus magnificus) الذي اقترحه غريغوري ماثيوز في عام 1927 مشيراٞ ٳلى أن اسم جورج شو (Psittacus magnificus) قد سبق وصف لاثام بسنوات قليلة. بالرغم من أنه لم يتضح ما إذا كان جورج شو أشار بالفعل إلى الكوكاتو الأسود أحمر الذيل، أو ٳلى الكوكاتو الأسود اللامع. وفي عام 1994، تم قبول طلب للحفاظ على (Calyptorhynchus bankii) كاسم علمي رسمي لهذا الطائر.
يعد أقرب أقارب الكوكاتو الأسود أحمر الذيل هو الكوكاتو الأسود اللامع. النوعان يشكلان النوع الفرعي (Calyptorhynchus) داخل جنس يحمل نفس الاسم. أجريت دراسة جينية عام 1999 عن دنا متقدرة الخاصة بالكوكاتو، وقد أكدت الفرضيات القائلة بأن الكوكاتو نشأت في أستراليا قبل فترتي العصر الباليوجيني والعصر النيوجيني. وخلصت إلى أن الكوكاتو المعاصر الأول ٳنفصالا في مشجرة أسلاف الكوكاتو هو كوكاتو النخيل، تليها فئة فرعية كبرى تحتوي على الكوكاتو الأسود. ويتم التعرف على خمسة أنواع فرعية من الكوكاتو الأسود أحمر الذيل، وهي تختلف بشكل أساسي في حجم وشكل المنقار، ولون الإناث.

## وصف
يبلغ طول الكوكاتو الأسود أحمر الذيل البالغ حوالي 60 سم، ريش الذكر كله أسود مع قمة سوداء بارزة تتكون من ريش ممدود من الجبهة والتاج. منقاره رمادي داكن، والذيل أسود أيضًا ينتهيان بلوحان أحمران جانبيان. أما الإناث فهي سوداء مع خطوط صفراء أو برتقالية في الذيل والصدر، وبقع حمراء على الخدين والأجنحة. المنقار باهت وذات لون قرن. تزن الذكور ما بين 670 و 920 غرامًا، بينما تزن الإناث أقل بقليل عند 615-870 غرامًا.
يشابه صغار الكوكاتو الاسود أحمر الذيل، بحيث لا يمكن التفريق بين الذكور والٳناث ٳلا في مرحلة البلوغ في السنة الرابعة من عمر هذه الطيور. وفي هذه المرحلة، يستبدل الذكور تدريجياً ريش الذيل الأصفر بالريش الأحمر، وتستغرق العملية الكاملة حوالي أربع سنوات. وكما هو الحال مع طيور الكوكاتو الأخرى، يمكن أن يعيش الكوكاتو الأسود أحمر الذيل طويلا. ففي عام 1938، أفاد عالم الطيور نيفيل كايلي بطائر عمره أكثر من خمسين عامًا في حديقة حيوان تارونجا. وكان طائر آخر يقيم في حدائق حيوان لندن يبلغ من العمر 45 عامًا و 5 أشهر عندما توفي عام 1979.

## الموطن والسلوك

### الٳنشار
يستوطن الكوكاتو الأسود أحمر الذيل بشكل أساسي في المناطق الجافة في أستراليا. وهي منتشرة بكثرة في نطاق عريض عبر النصف الشمالي من البلاد، وتستقر في في مجموعة متنوعة من الشجيرات والأراضي العشبية من خلال غابات الأوكالبتوس والشواك والسنط، إلى الغابات المطيرة الاستوائية الكثيفة. ويعتمد الطائر على اشجار الأوكالبتوس القديم الكبير في لٳنشاء تجاويف التعشيش. وطيور الكوكاتو الأسود أحمر الذيل ليست مهاجرة بالكامل، لكنها تظهر تحركات موسمية منتظمة في أجزاء مختلفة من أستراليا، بحيث تهاجر في مواسم الصيف الرطبة من مناطق ذات رطوبة عالية ٳلى المناطق الأكثر جفافا. كما تتحرك أنواع فرعية أخرى من أجل البحث عن مصدر للغداء. لكن كل الفروع لها نمط واحد هو الهجرة من الشمال ٳلى الجنوب.

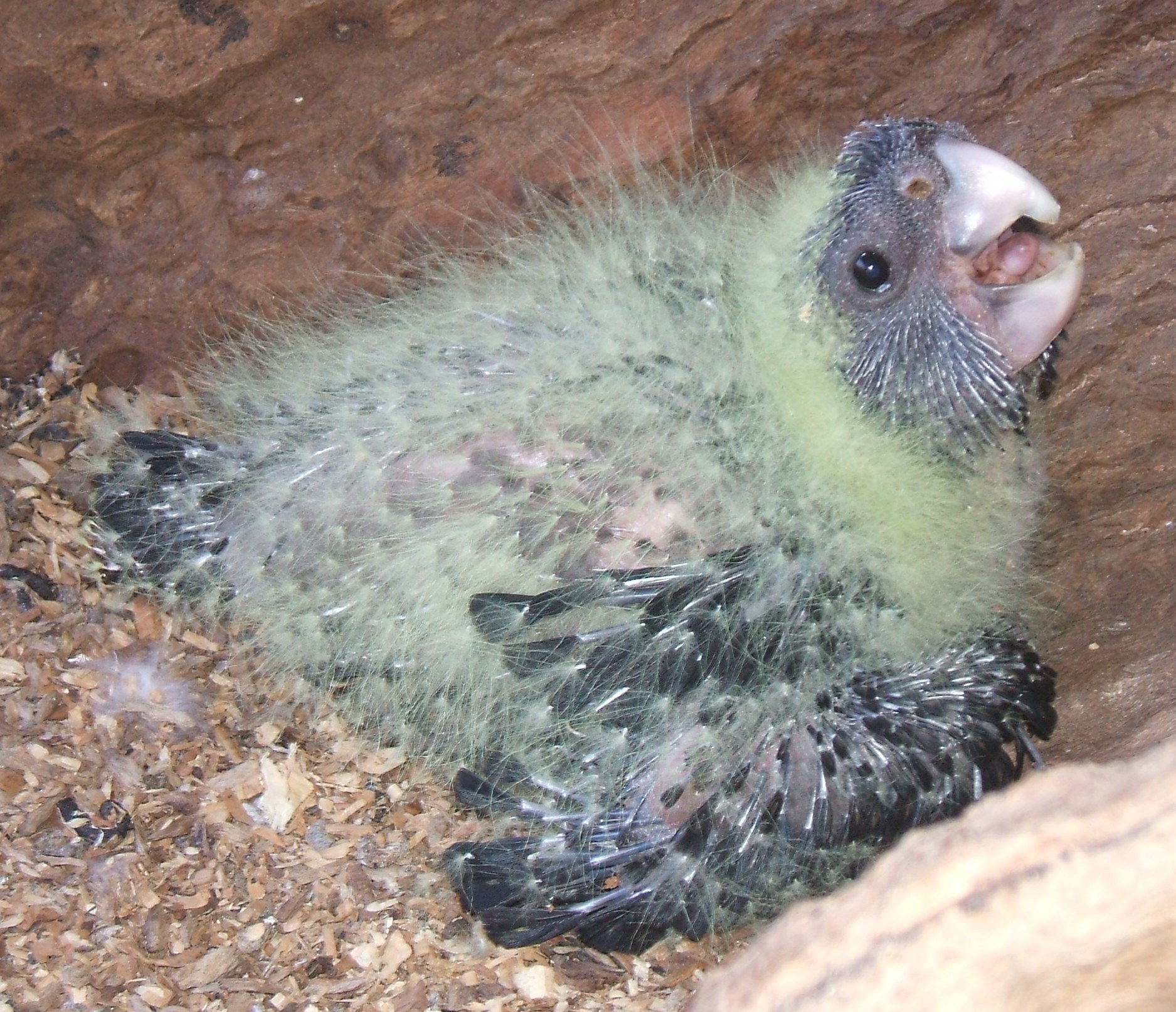
فرخ الكوكاتو الأسود أحمر الذيل في عمر 4 اسابيع

### السلوك
الكوكاتو الأسود أحمر الذيل عبارة عن طائر نهاري وصاخب، وغالبًا ما يُرى وهو يطير عالياً في قطعان صغيرة، ويختلط أحيانًا بببغاوات أخرى. لا تُرى بشكل عام أسراب تصل إلى 500 طائر إلا في الشمال أو عندما تتركز الطيور في بعض مصادر الغذاء. خلاف اذلك، فهم خجولون بشكل عام من البشر.

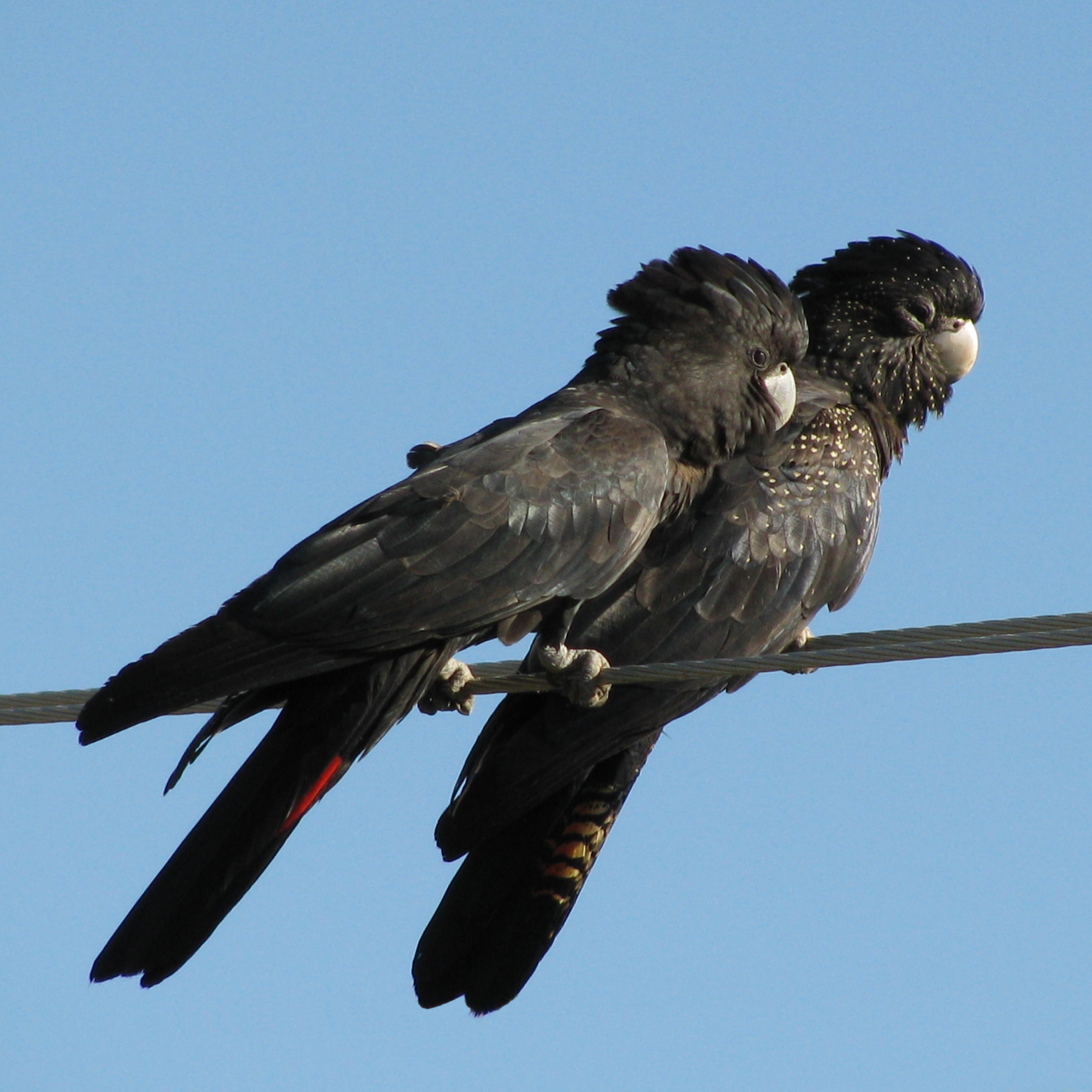
صورة لذكر و أنثى طيور الكوكاتو الأسود أحمر الذيل

#### التزاوج
يبرز ذكر الكوكاتو الأسود ذو الذيل الأحمر نفسه عن طريق نفخ ريش الخدين وإخفاء المنقار، ثم يبدأ في الغناء والتمايل، وينتهي بقفزة ووميض من ريش الذيل الأحمر تجاه الأنثى التي سترد في أغلب الأحيان عن طريق عضه للدفاع عن نفسها. يحدث التكاثر عمومًا من شهر ماي إلى شهر سبتمبر، وتقوم هذه الطيور بالتعشيش في تجاويف شجرة عمودية كبيرة من الأشجار العالية. يتم اختيار الأشجار المعزولة بشكل عام، بحيث يمكن للطيور أن تطير منها وإليها دون عوائق نسبيًا. يمكن استخدام نفس الشجرة لسنوات عديدة. تبيض الأنثى من بيضة ٳلى بيضتين لونهما أبيض، على الرغم من أن الكتكوت الثاني يتم إهماله في معظم الحالات ويهلك في سن الرضاعة.

#### التغدية
على الرغم من أن الكوكاتو الأسود أحمر الذيل يتغذى على مجموعة متنوعة من الحبوب المحلية، ٳلا أن الدعامة الأساسية لنظامه الغذائي هي بذور الأوكالبتوس. من بين البذور والمكسرات الأخرى المستهلكة بذور الأكاسيا، ألوكاسوارينا، بانكسيا، جريفيليا وهاكيا، بالإضافة إلى التوت والفواكه والحشرات المختلفة.

## التربية
في أواخر التسعينيات، كان بلغ سعر الكوكاتو الأسود أحمر الذيل 1750 دولارًا في دولة أستراليا، و8900 دولارًا خارجها. يمكن شراء الطيور التي يتم تربيتها يدويًا في أي مكان يتراوح سعرها بين 15 ألف دولار و 40 ألف دولار في الولايات المتحدة، لكن نادرًا ما يتم تربيتها. ويمكن لهذه لطيور أن تتعلم بضع كلمات، كما تتكاثر بسهولة.
الكوكاتو الأسود أحمر الذيل هو أكثر أنواع الكوكاتو الأسود شيوعاً في التربية، ويمكن أن يكون شديد التحمل ويدوم طويلاً إذا توفرت له مساحة كبيرة. وحتى الآن، كانت معظم هذه الطيور التي تتم تربيتها من النوع الفرعي البانكسي أو الصامويلي. وغالبًا ما كانت الطيور تربى في السابق دون اهتمام كبير بالأنواع الفرعية الأصلية. ومع ذلك، مع زيادة الاهتمام بالحفظ، فإن المزيد من مربي الطيور يهتمون بالحفاظ على سلامة الأنواع الفرعية المنفصلة في التربية، وبالتالي تجنب التهجين.
تتكاثر طيور الكوكاتو الأسود أحمر الذيل في الأسر بشكل لا بأس به ويمكن للأنثى أن تضع البيض كل 3 أسابيع بين شهري فبراير ونوفمبر. وبمجرد أن يكون لدى الأنثى بيضة واحدة في عشها، فإنها لن تضع بيضة أخرى حتى تفقس الحالية. وتستغرق البيضة حوالي 30 يومًا لتفقس. وتفتح الفراخ عيونها في حوالي الاسبوع التالث ويظهر اللون الأصفر أسفل ريش الدبوس في حوالي الأسبوع السادس. وأفضل وقت لرفع الفطام عن الصغار هو بعد حوالي 10 أسابيع من الفقس، عندما يكون الريش الأسود قد نما في مكانه، بينما لايزال ريش الذيل قصيرًا. يتم فرز جنس الطيور الصغيرة في عمر 4 أشهر، ويكون لكلا الجنسين لون أمها، قبل أن تكتسب الذكور اللون الأحمر فيما بعد. وسوف تصبح الذكور الناضجة أكثر عدوانية بالنسبة لصغار الطيور عند سن البلوغ (وهو 4 سنوات)، لذالك يجب فصلهم إذا كانوا في في قفس للتربية.
يمكن للمناقير الكبيرة والقوية لهذه الطيور أن تفتح الجوز البرازيلي بسرعة وسهولة، والتي تتطلب عادة التكسير في ملزمة أو الضرب بمطرقة، ويمكنهم أيضًا تحطيم ثمرة جوز هند كاملة بقشرتها في 3 أيام.
يمكن العثور على إرشادات التربية لهذه الطيور في كتاب إرشادات تربية الكوكاتو الأسود أحمر الذيل (بينيت، 2008).